# AGS JH27
Az AGS JH27 egy Formula–1-es versenyautó, amelyet az AGS csapat tervezett és versenyeztetett az 1991-es Formula–1 világbajnokság során. Pilótái Gabriele Tarquini és Fabrizio Barbazza voltak, illetve egy versenyen az előbbi helyére beülő Oliver Grouillard. Ezzel az autóval a csapat mindössze három versenyre nevezett, mielőtt anyagi problémák miatt visszaléptek a küzdelmektől.

## Áttekintés
1991-re az AGS csapat helyzete kétségbeejtővé vált. Pénzügyi szempontból igen rosszul álltak, és a pilótáik által hozott pénz is csak a minimális működésre volt elegendő. Eredetileg az idényt egy új modellel, a JH26-ossal szerették volna megkezdeni, és a tervezés már el is indult, de a fennálló helyzetben inkább a JH25B modell versenyeztetése mellett tették le a voksukat.
Az idény európai futamait megelőzően új befektetők érkeztek a csapathoz, Patrizio Cantu és Gabriele Raffanelli. Előbbi a Formula–3000-es küzdelmekben már részt vett a Crypton Engineering csapattal, amelynek mérnöki stábjához tartozott az a Christian Vanderpleyn, aki korábban az AGS vezető tervezője volt. Az ő feladata lett megtervezni az új autót. Vanderpleyn dobta Michele Costa terveit a JH26-osról és inkább egy teljesen újat készített. Az új kasztniban a pilóták alacsonyabban feküdtek és hátrébb is voltak, az első szárnyat pedig két különálló elemre bontották és úgy rögzítették az orrhoz. A nagyobb leszorítóerő érdekében az akkoriban a Tyrrell csapat által forradalmasított fordított V-alakú szárny-orrkúp kapcsolatot is alkalmazták.
Összesen két kasztni került legyártásra, de még nem volt egyik sem teljes mértékben kész akkor, amikor már be kellett vetni őket. Az olasz nagydíjon még csak Tarquini vezette, aki lassabb volt, mint csapattársa, Barbazza. A portugál nagydíjon mindkét versenyző ezt használta, egyikük sem tudott vele kvalifikálni. A spanyol nagydíjon Tarquinit Grouillard váltotta, de ő sem ért el jobb eredményeket.
A futamot követően az AGS úgy döntött, inkább visszalépnek az 1991-es bajnoki küzdelmektől, és mint utóbb kiderült, ezzel a csapat Formula–1-es története is befejeződött. Az egyik JH27-est az 1990-es években az AGS saját, Le Luc-ben található versenypályáján lehetett kibérelni és vezetni.

## Eredmények
| Év   | Csapat                               | Motor             | Gumik | Pilóták           | 1   | 2   | 3   | 4   | 5   | 6   | 7   | 8   | 9   | 10  | 11  | 12  | 13  | 14  | 15  | 16  | Pontok | Helyezés |
| ---- | ------------------------------------ | ----------------- | ----- | ----------------- | --- | --- | --- | --- | --- | --- | --- | --- | --- | --- | --- | --- | --- | --- | --- | --- | ------ | -------- |
| 1991 | Automobiles Gonfaronnaises Sportives | Ford-Cosworth DFR | G     |                   | USA | BRA | SMR | MON | CAN | MEX | FRA | GBR | GER | HUN | BEL | ITA | POR | ESP | JPN | AUS | 0      | -        |
| 1991 | Automobiles Gonfaronnaises Sportives | Ford-Cosworth DFR | G     | Gabriele Tarquini |     |     |     |     |     |     |     |     |     |     |     | NPK | NK  |     |     |     | 0      | -        |
| 1991 | Automobiles Gonfaronnaises Sportives | Ford-Cosworth DFR | G     | Fabrizio Barbazza |     |     |     |     |     |     |     |     |     |     |     |     | NPK | NPK |     |     | 0      | -        |
| 1991 | Automobiles Gonfaronnaises Sportives | Ford-Cosworth DFR | G     | Oliver Grouillard |     |     |     |     |     |     |     |     |     |     |     |     |     | NPK |     |     | 0      | -        |

## Forráshivatkozások
1. ↑  Az AGS-sztori… (magyar nyelven). Napi F1 sztori, 2020. április 3. (Hozzáférés: 2025. február 26.)